# Luv Jungle Satellite
Luv Jungle Satellite（ラブ★ジャングル★サテライト）は、NBCラジオ佐賀で、2000年10月から2007年9月まで放送されていたラジオ番組。放送時間は毎週日曜日12:00 - 16:00で、愛称は｢ラブ★ジャン｣。

## 概要
- 長崎放送（長崎県内のNBCラジオ）では、この時間「日曜アナらじ」「中村こずえのみんなでニッポン日曜日!」「NBCサンデー競馬中継」が放送されていたが(どちらも2008年3月末で終了)、佐賀エリアは独自編成でこの番組を放送を行っていた。(現在は長崎放送と同じ編成である。)
- 佐賀市にあるイオンショッピングタウン大和（現・イオンモール佐賀大和）のサテライトスタジオからの公開生放送であった。
- 番組中（14:00 - 14:55）に設けられているコーナー「J-HITS TOP 20」では佐賀県内のCDセールスを独自に集計しランキング形式で毎週紹介していた。このチャートペーパーは、佐賀市のタワーレコード佐賀店、佐賀駅内のサウンドデイトス積文館、積文館書店佐賀南部バイパス店、TSUTAYA兵庫町店と医大通り店､鳥栖市・JR鳥栖駅前のメディア未来、NBCラジオ佐賀のロビー、イオンショッピングタウン大和のサテライトスタジオで配布されていた。
- イオンショッピングタウン大和のサテライトスタジオの閉鎖に伴い、2007年9月で番組が終了、公式サイト・ブログもともに閉鎖された。
- アシスタントは1代目・山下扶美(ラジオパーソナリティー、熊本で活躍中)、2代目・穐山美誉(歌手)、3代目・かくもとしほ(元スキッピー、ラジオパーソナリティー)。
- その後は後継番組とも言えるJ-HITS TOP20が放送されていたが(放送時間は15:00 - 16:00)同番組も2009年3月で終了し、現在日曜午後のラジオ佐賀独自制作枠は消滅している。

## パーソナリティー
- 村上隆二
- かくもとしほ
- 山下扶美
- 穐山美誉